# Arcina argyritis
Arcina argyritis là một loài bướm đêm trong họ Geometridae.